# NGC 2883
NGC 2883 је галаксија у сазвежђу Компас која се налази на NGC листи објеката дубоког неба.
Деклинација објекта је - 34° 6' 8" а ректасцензија 9h 25m 18,4s. Привидна величина (магнитуда) објекта NGC 2883 износи 14,4 а фотографска магнитуда 15,0. NGC 2883 је још познат и под ознакама ESO 372-24, MCG -6-21-5, VV 768, AM 0923-335, IRAS 09232-3353, PGC 26713.